# Alphonsus Liguori Penney
Alphonsus Liguori Penney (* 17. September 1924 in St. John’s; † 12. Dezember 2017 ebenda) war Erzbischof von Saint John’s, Neufundland.

## Leben
Alphonsus Liguori Penney empfing am 29. Juni 1949 die Priesterweihe für das Erzbistum Saint John’s.
Papst Paul VI. ernannte ihn am 23. November 1972 zum Bischof von Grand Falls. Der Apostolische Pro-Nuntius in Kanada, Guido Del Mestri, spendete ihm am 18. Januar 1973 die Bischofsweihe; Mitkonsekratoren waren Patrick James Skinner CIM, Erzbischof von Saint John’s, Neufundland, und William Edward Power, Bischof von Antigonish.
Papst Johannes Paul II. ernannte ihn am 5. April 1979 zum Erzbischof von Saint John’s, Neufundland. Die Amtseinführung fand am 31. Mai desselben Jahres statt.
Am 2. Februar 1991 nahm Papst Johannes Paul II. seinen Rücktritt aus gesundheitlichen Gründen an.